# 烈香杜鹃
烈香杜鹃（学名：Rhododendron anthopogonoides）为杜鹃花科杜鹃花属下的一个种。

## 扩展阅读
- 維基物種上的相關：烈香杜鹃